# Tramvajová smyčka Gumieńce

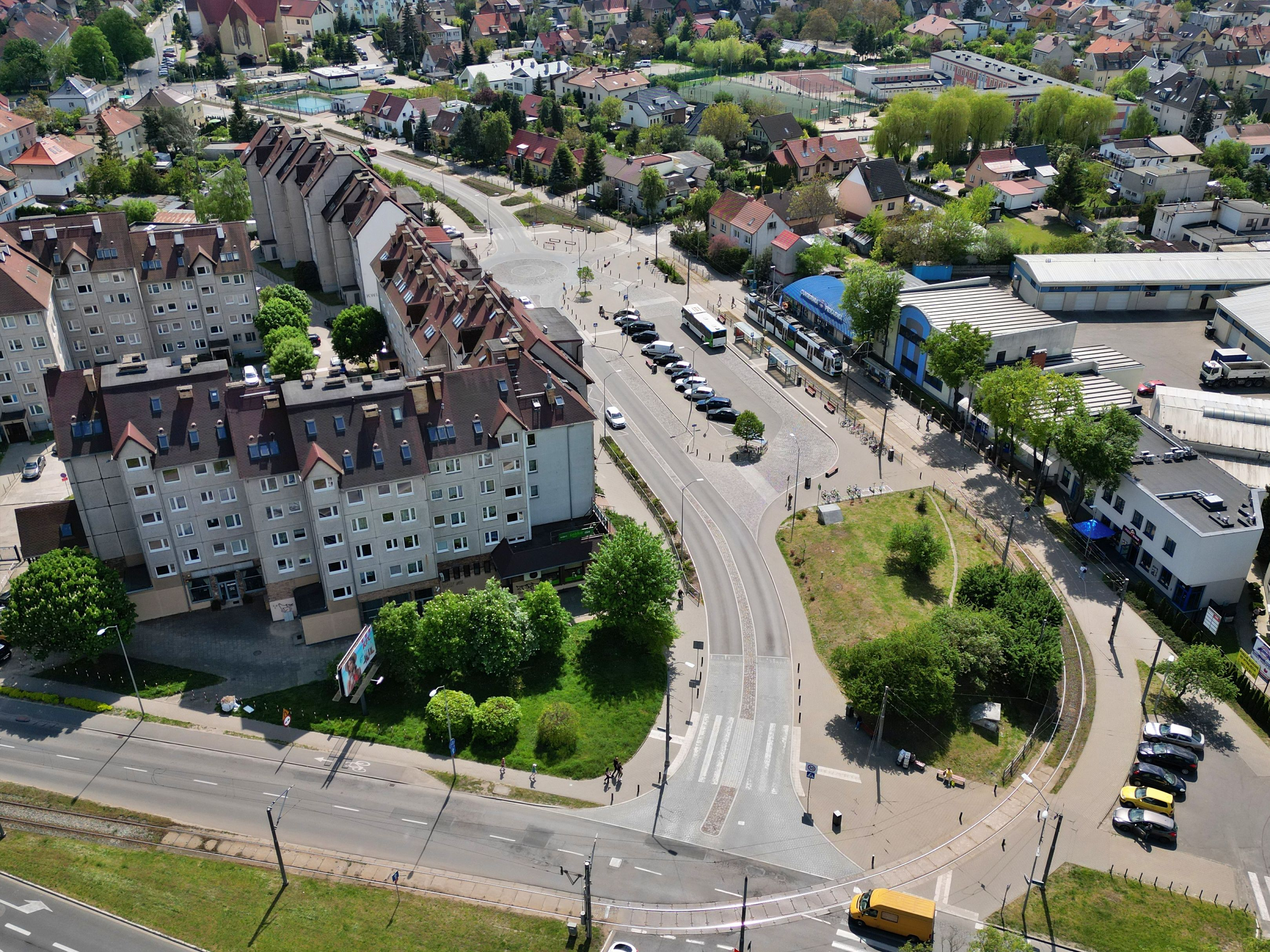
Tramvajová smyčka Gumieńce v roce 2023

Gumieńce je jednokolejná bloková smyčka ukončující tramvajovou trať Plac Zwycięstwa – Gumieńce ve štětínské tramvajové síti. Smyčka se nachází v ulicích Ku Słońcu, Kwiatowé a Okulickieho na sídlišti Gumieńce, podle nějž zastávka i smyčka získaly své jméno. Do provozu byla uvedena 31. prosince 1955, kdy nahradila konečnou zastávku před současným kruhovým objezdem Gierosa.
V roce 2023 byla ve smyčce zakončena linka 8 vedoucí do stanice Turkusowa.

## Popis
Smyčka je postavena jako jednosměrná a jednokolejná. Možnost odstavování a míjení tramvají je zajištěna předjízdnou kolejí za vjezdem. Výstupní a nástupní zastávka je zřízena přímo v ulici Ku Słońcu.